# قرار مجلس الأمن التابع للأمم المتحدة رقم 1548
قرار مجلس الأمن التابع للأمم المتحدة رقم 1548، المتخذ بالإجماع في 11 حزيران / يونيو 2004، بعد إعادة التأكيد على جميع القرارات المتعلقة بالحالة في قبرص، ولا سيما القرار 1251 (1999)، مدد المجلس ولاية قوة الأمم المتحدة لحفظ السلام في قبرص ستة أشهر إضافية حتى 15 ديسمبر 2004.
وأشار مجلس الأمن إلى النداء الوارد في تقرير الأمين العام كوفي عنان للسلطات في قبرص وشمال قبرص للتصدي بشكل عاجل للوضع الإنساني المتعلق بالمفقودين. ورحب بالجهود المبذولة لتوعية أفراد حفظ السلام التابعين للأمم المتحدة بالوقاية من فيروس نقص المناعة البشرية / الإيدز والأمراض الأخرى ومكافحتها، وباعتزام الأمين العام استعراض العملية بعد الاستفتاءان على خطة عنان القبرصية في 24 نيسان / أبريل 2004.
وبتوسيع ولاية قوة الأمم المتحدة لحفظ السلام في قبرص، طلب القرار من الأمين العام أن يقدم تقريراً إلى المجلس عن تنفيذ القرار الحالي وأن يستعرض توصيات الأمين العام فيما يتعلق بالقوة. وأعرب المجلس عن قلقه إزاء الانتهاكات التي ارتكبها الجانب القبرصي التركي في ستروفيليا ودعا إلى إنهاء القيود التي فُرضت في 30 حزيران / يونيو 2000 على عمليات قوة الأمم المتحدة لحفظ السلام في قبرص واستعادة الوضع العسكري الذي كان قائما قبل ذلك التاريخ.

## روابط خارجية
- نص القرار في undocs.org